# غامبيلن
غامبيلن (بالألمانية: Gampelen) هي بلدية ضمن مقاطعة سيلاند في كانتون برن بسويسرا. تبلغ مساحتها 10.80 كيلومتر مربع، ويقدر عدد سكانها بـ 864 نسمة (حسب تعداد ديسمبر 2015).